# Церква Пресвятої Трійці (Ярмолинці)
Церква Пресвятої Трійці в Ярмолинцях — парафія і храм греко-католицької громади Кам'янець-Подільського деканату Кам'янець-Подільської єпархії Української греко-католицької церкви в смт Ярмолинці Хмельницької области.

## Історія церкви
Релігійна громада була офіційно зареєстрована у 2006 році завдяки благословенню владики Василія Семенюка та старанням священників отця Василя Демчишина, отця Ігоря Топоровського й отця Зіновія Маланюка.
Спочатку для богослужінь використовували тимчасову каплицю, облаштовану на приватному подвір’ї по вулиці Можайського, 14, яке власники подарували громаді. 6 квітня 2009 року цю каплицю освятив владика Василій Семенюк.
Восени 2010 року селищна рада виділила громаді земельну ділянку площею 0,5—28 гектара на вулиці Пушкіна для будівництва церкви. Роботи розпочалися у квітні 2011 року, їх виконувала бригада Івана Вацлавого з Тернопільщини. Фінансову підтримку надавав владика Василій Семенюк, а також збиралися пожертви в селах Тернопільщини, особливо в Підволочиському протопресвітеріаті. Місцеві парафіяни також долучалися до будівництва.
6 листопада 2011 року владика Василій Семенюк у співслужінні з духовенством Кам'янець-Подільського протопресвітеріату та гостями з Тернопільщини урочисто відкрив та освятив храм Пресвятої Трійці за адресою: вулиця Пушкіна, 12а.
Парафія активно розвивається: діє хор, різні молитовні братства, організовуються паломництва до Зарваниці, а Лілія Маланюк проводить катехитичні заняття для дітей.
При парафії функціонують Вівтарна дружина та спільнота «Матері в молитві».

## Парохи
- о. Зіновій Маланюк (з 2006).